# Пасхальная пальма

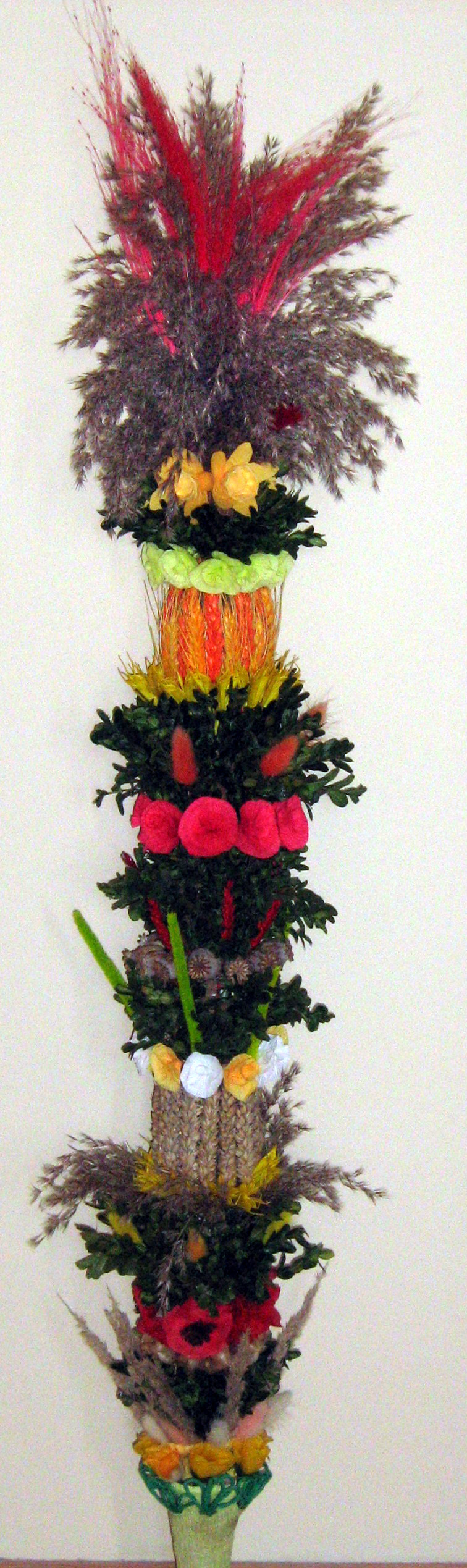
Пасхальная пальма

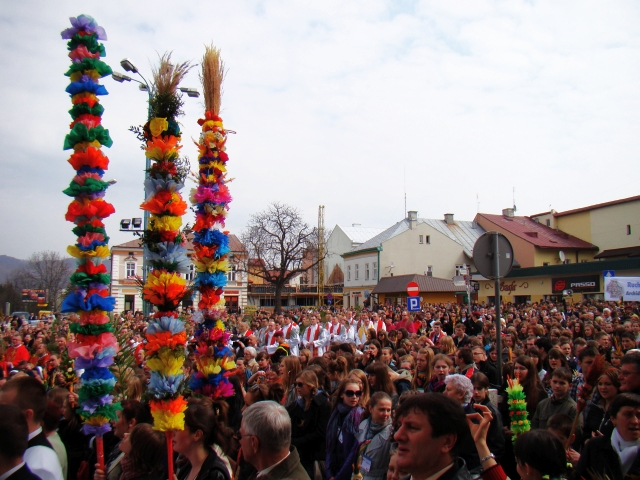
Вербное воскресенье в Саноке

Пасхальная пальма (пол. Palma wielkanocna, лит. Verba) — традиционное польское и литовское украшение из ивовых ветвей и других растений, которое изготавливается к Пасхе в честь въезда Иисуса Христа в Иерусалим и освещается на Вербное воскресенье. Церемониальная пальмовая ветвь является «самым важным атрибутом» Вербного воскресенья в Польше. Польская диаспора, например, в Соединенных Штатах, также соблюдают традицию изготовления пасхальных пальм.

## История
Первые процессии с пасхальными пальмами прошли в IV веке в Иерусалиме. Затем эта традиция распространилась на Востоке, а также в Испании и Галлии. В V—VI века ее заимствует Западная церковь. Обычай благословлять зеленые ветви, то есть пасхальные пальмы, был введен в литургию Вербного воскресенья в XI веке. В Польше благословение пасхальных пальм восходит к XI веку.

## Описание
Традиционно пасхальные пальмы изготавливают в пепельную среду из ивовых ветвей, потому что ива самой первой пробуждается весной, а в символике церкви — это знак воскресения и бессмертия души. Поскольку пальмы не произрастают в Польше, ветви ивы служат символической заменой пальмовых ветвей. Пасхальная пальма украшается лентами, сухими цветами или другими растениями, которым приписывают различные полезные свойства.
В начале XX века в окрестности Вильнюса (сейчас в Литве, но между мировыми войнами принадлежал Польше) каждый год в Вербное воскресенье продавали украшения похожие на пальмы. Редко высотой более полуметра, пасхальные пальмы вскоре стали популярными по всей Польше и в больших количествах экспортировались во Францию. Возможно, вид пасхальной пальмы был придуман польским художником межвоенного периода Фердинандом Ружчиком, но для большей уверенности необходимо провести дальнейшие исторические исследования.
Пасхальные пальмы могут достигать 10 метров в высоту В 2011 году на конкурсе пасхальных пальм, который проводится ежегодно с 1958 года, высота одной пальмы превысила 36 метров, что делает его самой высокой пасхальной пальмой в истории.
В коллекции этнографического музея в Кракове хранится более 200 пасхальных пальм.

## Польские региональные традиции

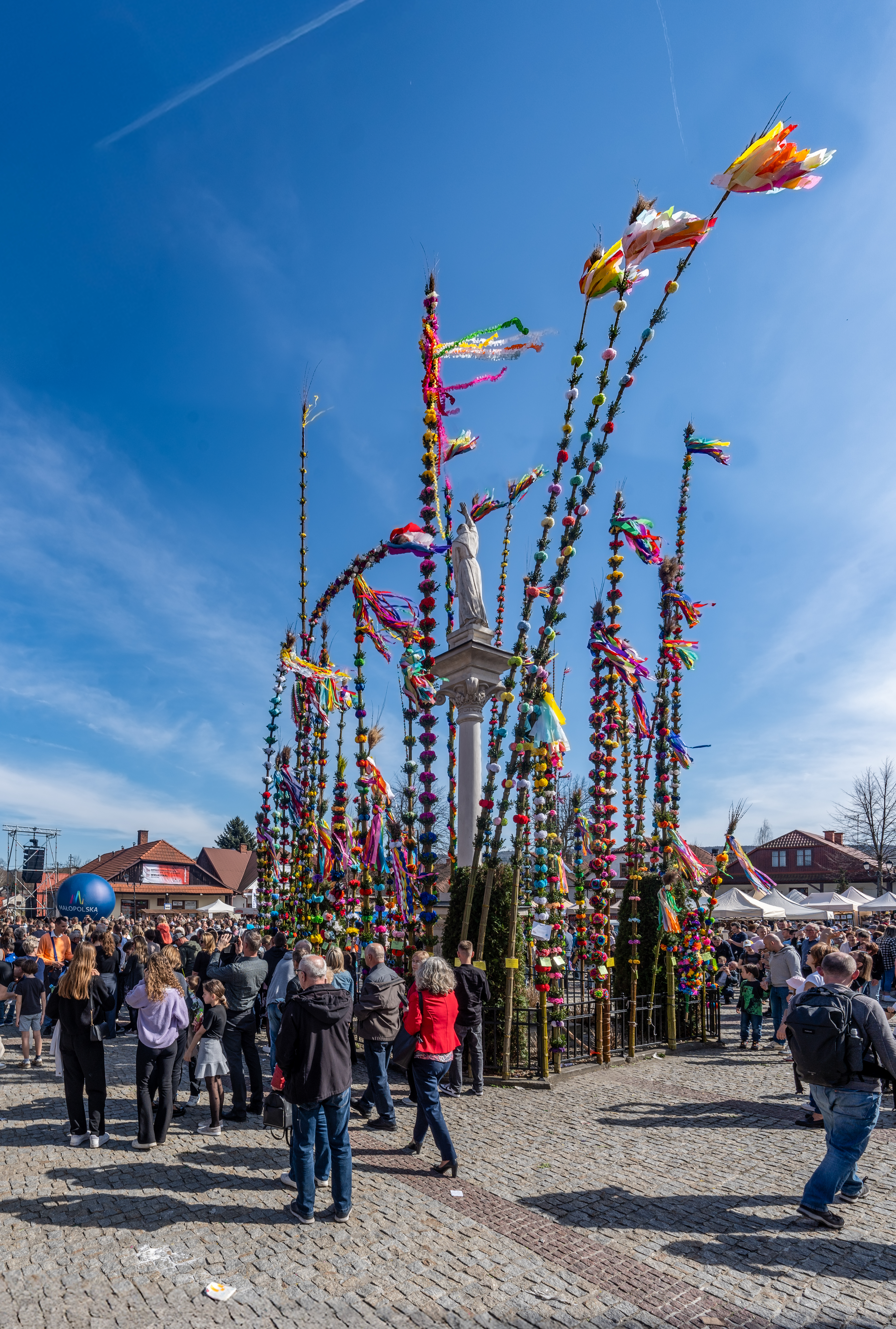
Конкуренция крупнейших пасхальных пальм в Липницы-Мурованей в Польше

В Польше существует много региональных вариантов пасхальных пальм, которые различаются по внешнему виду и технике изготовления. Свою самобытность сохранили виленские (вильнюсские) палемки.
Курпская пальма изготавливается из ствола срубленного дерева (пихты или ели), его обвивают по всей длине плауном, вереском, черникой, украшают бумажными цветами и лентами, а вершину оставляют зеленой. Традиция изготовления пальм особенно хорошо сохранилась у курпов в селе Лысе и в приходах гмины Збуйна. Ежегодно с 1960-х годов на Вербное воскресенье проводится конкурс на самую длинную пасхальную пальму .
Гуральская пальма, подгалянская пальма изготавливается из пучка ветвей ивы, лозы или лещины, а также можжевельника и самшита, и увенчиваются большим цветочным букетом и другими украшениями, в том числе золотым крестом.. Эти пальмы встречаются во время процессий в гминах Буковина-Татшаньская, Липница-Мурована, Токарня и Рабка-Здруй. В Липнице и Рабке проводятся ежегодные конкурсы на самую длинную и самую красивую пальму. Конкурс пальм в Липнице проводится с 1958 года.
Виленская палемка характерна для окрестностей Вильнюса, она создается из бумаги, травы и ветвей ивы. Красочные и декоративные виленские пальмы сплетают из 50 видов сухих полевых, лесных и садовых цветов, собранных в разное время года для получения нужного цвета. Традиционные виленские пальмы сплетают на сухой палке, с одной стороны или вокруг, из окрашенного или натурального suchotnika, мяты, тысячелистника, зверобоя, хмеля, тимофеевки, пижмы, бессмертника песчаного. Верхушка изготавливается из 11 видов трав. В виленской пальме также используются колосья овса и других злаков. Виленская пальма является символом ярмарки Казюк в Вильнюсе.

## Культурное значение

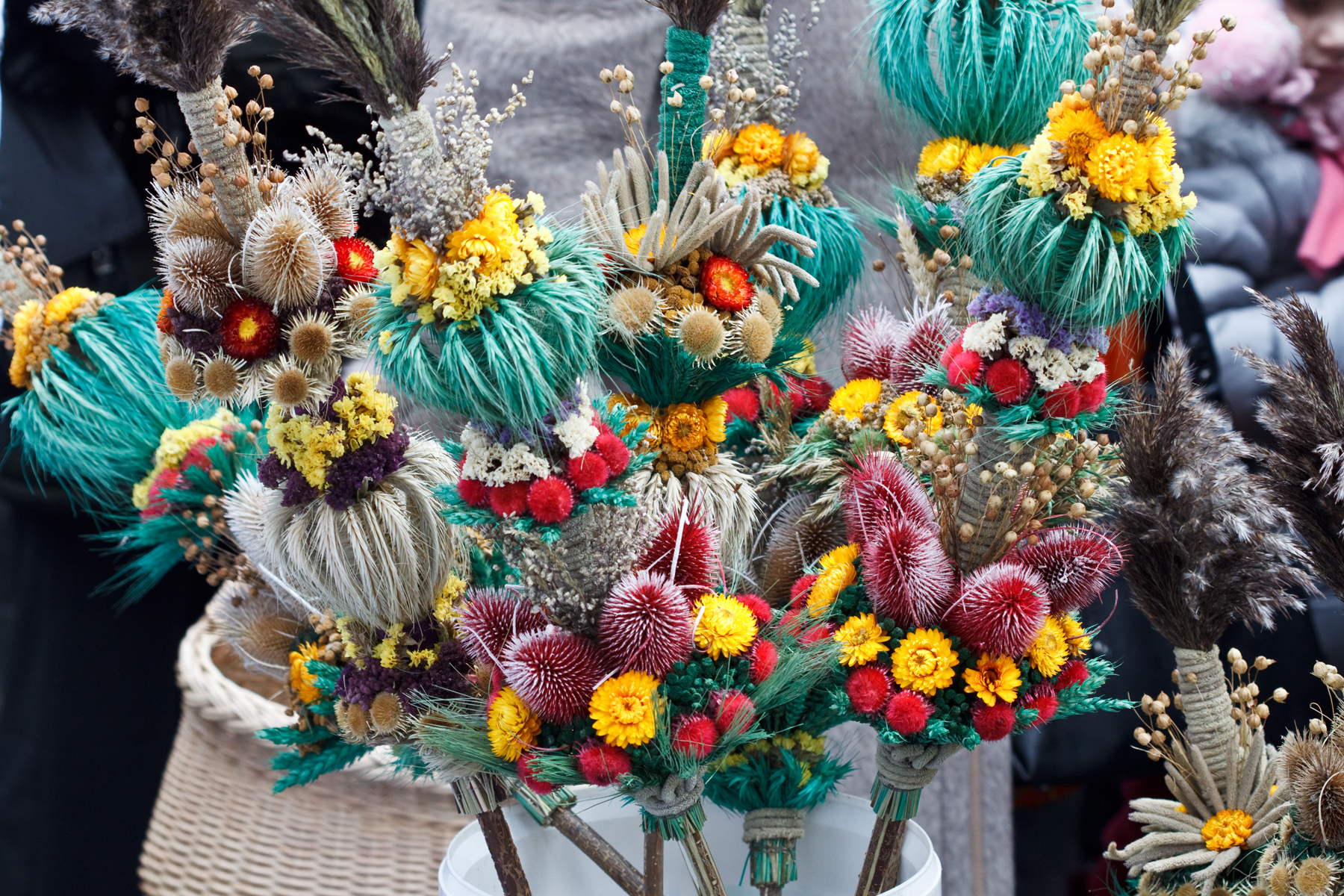
Литовская пасхальная пальма на ярмарке Казюк, Вильнюс

Пасхальная пальма — важный элемент польских пасхальных праздников. Пальмы освящают в церкви, а затем проносят на шествиях. В некоторых регионах пальмами окропляют водой дома, скармливают их животным, украшают ими религиозные картины. В Великую субботу пальмы сжигаются, их пепел используют в следующем году в пепельную среду, когда священник отмечает голову верных пеплом. Считалось, что если посадить пасхальную пальму в поле, то будет хороший урожай.
Как и в случае с другими христианскими символами и традициями, происхождение пасхальной пальмы можно проследить до времен язычества, которое наделяло иву полезными свойствами и считало ее символом долгой жизнь и возрождения. Со временем ива вошла в христианские традиции в Польше.